# Дялу-Маре (Мехедінць)
Дялу-Маре (рум. Dealu Mare) — село у повіті Мехедінць в Румунії. Адміністративно підпорядковане місту Бая-де-Араме.
Село розташоване на відстані 266 км на захід від Бухареста, 40 км на північ від Дробета-Турну-Северина, 107 км на північний захід від Крайови.

## Населення
За даними перепису населення 2002 року у селі проживали 87 осіб, усі — румуни. Усі жителі села рідною мовою назвали румунську.